# O. Mustad & Søn
O. Mustad & Søn ist einer der ältesten norwegischen Industriebetriebe, der 1832 in Gjøvik gegründet wurde. Mustad produzierte früher unter anderem Nägel, Margarine und Eisenwaren, ist heute jedoch als weltgrößter Produzent von Angelhaken bekannt, welche in mehr als 160 Länder exportiert werden.

## Geschichte
Ursprünglich wurde der Betrieb als Brusveen Spiger- og Staaltraadfabrik, von Hans Skikkelstad in Vardal bei Gjøvik gegründet. Sein Schwiegersohn, Ole Mustad, übernahm die Fabrik 1843 und änderte den Namen in O. Mustad. Mustads Sohn, Hans Mustad, wurde 1874 Miteigner, so dass der Namen wiederum in O. Mustad & Søn geändert wurde. 1877 begann der Betrieb mit der Produktion von Angelhaken.
In der Zeit zwischen 1875 und 1890 eröffnete der Betrieb eine Reihe von Fabriken bei Lilleaker in Oslo. Unter anderem wurden dort Nägel (1876), Margarine (1889), Öfen (1889), Äxte, Schrauben und andere Eisenwaren produziert. Das Industriegebiet in Lilleaker wurde komplett übernommen, nachdem Nitroglycerin Compagniet durch eine große Explosion am 24. April 1874 erheblich beschädigt wurde. Grund für die Übernahme waren die Marktnähe und ein geeigneter Hafen.
In der Zeit zwischen 1890 und 1930 war von einer großen Expansion mit Aufkauf und Neugründungen von über 300 Betrieben in den meisten Ländern Europas geprägt. Die Hauptproduktion waren Nägel für Hufeisen, jedoch wurden auch Angelhaken und Schrauben hergestellt. Hauptursache für die Expansion waren die in mittlerweile den meisten Ländern eingeführten Schutzzölle sowie die geringeren Transportkosten, die mit einer lokalen Produktion erreicht werden konnten.
Nach dem Zweiten Weltkrieg wurden Mustads Fabriken in Osteuropa verstaatlicht, und die Gesellschaft verlor etwa die Hälfte ihrer Produktionsstätten sowie etwa 8000 Arbeiter. Durch die dezentrale Firmenstruktur konnte die restliche Firma jedoch ungehindert weiterarbeiten und erlebte wie die meisten anderen Industrien einen großen Aufschwung in den 50er und 60er Jahren.
Die Ölkrise der 1970er Jahre stoppte dieses Wachstum, und wie viele andere Firmen auch wurde Mustad einer Restrukturierung unterzogen. 1970 wurde die Firma in eine Aktiengesellschaft umgewandelt und 1977 in die beiden Gesellschaften Mustad Industrier AS und Mustad International Group BV aufgeteilt, wobei erstere später in Mustad AS umbenannt wurde.
Ende der 1970er Jahre startete die Firma mit der Produktion von Angelzubehör wie z. B. Angelleinen oder Köder. In den 1980er Jahren wurde die Produktion von Schrauben und Eisenwaren teilweise eingestellt und verkauft.

## Fahrzeugbau

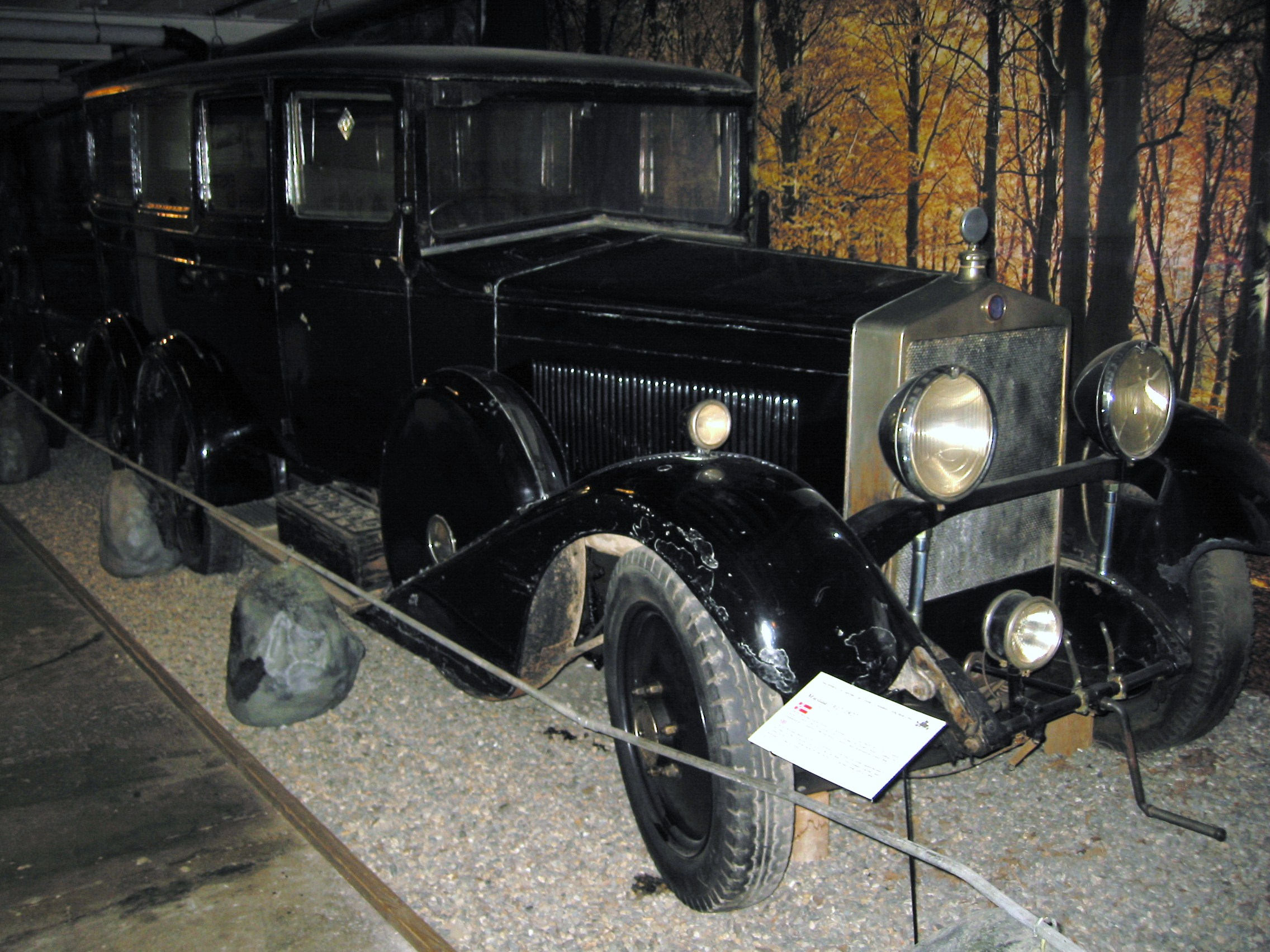
Mustad von 1917

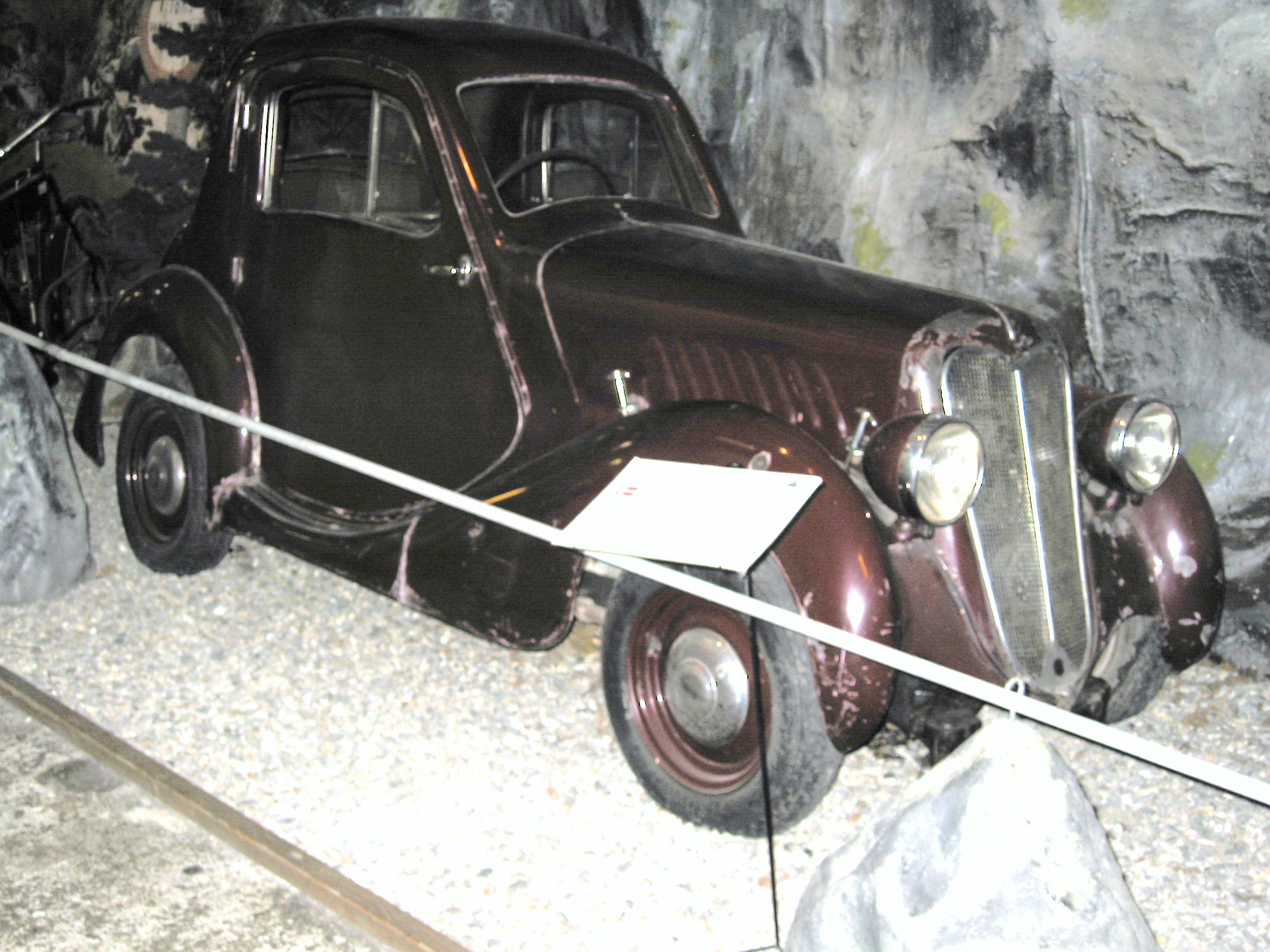
Mustad von 1935

Das Unternehmen begann 1916 mit der Produktion von Automobilen. 1937 wurde die Produktion eingestellt.

### Sechsrad
Das erste Modell wurde zwischen 1916 und 1917 angeboten. Es war ein großes Fahrzeug mit sechs Rädern, zwei vorne und vier hinten. Anfangs kam ein Vierzylindermotor zum Einsatz, der 1917 durch einen Sechszylindermotor mit 7000 cm³ Hubraum und 85 PS Leistung ersetzt wurde. Es gab die Karosserieformen Limousine und Torpedo.

### Einsitzer
1935 wurde das nächste Modell vorgestellt. Es handelte sich dabei um ein kleines Coupé im Stile des Fiat 500 Topolino, das einer Person Platz bot.
Zwei Fahrzeuge dieser Marke sind im Norsk Kjøretøyhistorisk Museum in Lillehammer zu besichtigen.